# Charles Dana Gibson
Charles Dana Gibson (Roxbury, 14 de setembro de 1867 - Nova Iorque, 23 de dezembro de 1944)  foi um ilustrador americano. Ficou conhecido pela criação da Gibson Girl, uma representação icônica da mulher euro-americana bela e independente na virada do século XX.
Publicou suas ilustrações na revista Life e outras grandes publicações nacionais por mais de 30 anos, tornando-se editor em 1918 e mais tarde proprietário da revista.

## Primeiros anos
Gibson nasceu em Roxbury, Massachusetts, em 14 de setembro de 1867. Era filho de Josephine Elizabeth (nascida Lovett) e Charles DeWolf Gibson. Tinha cinco irmãos e era descendente dos senadores americanos James DeWolf e William Bradford.
Um jovem talentoso com interesse precoce pela arte, Gibson foi matriculado por seus pais na Art Students League da cidade de Nova York, onde estudou por dois anos.

## Carreira

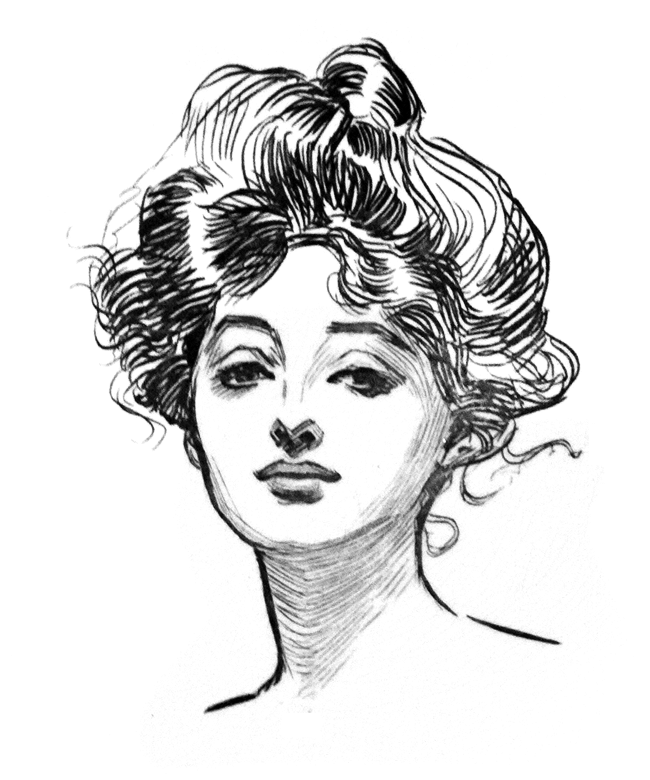
Gibson Girl, criada em 1898

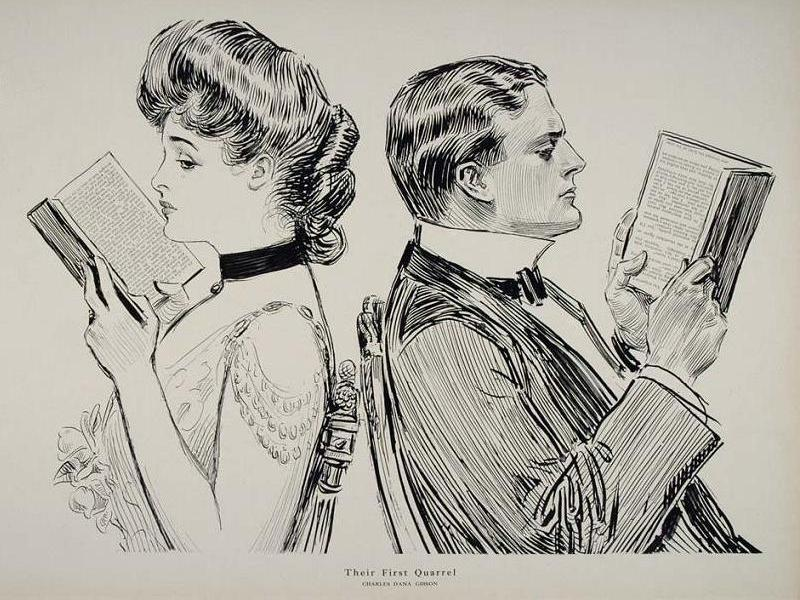
Their First Quarrel, 1914

Comerciando seus esboços de caneta e tinta, Gibson vendeu seu primeiro trabalho em 1886 para a revista Life, fundada por John Ames Mitchell e Andrew Miller. Apresentava artigos de interesse geral, humor, ilustrações e cartuns. Seus trabalhos apareceram semanalmente na popular revista nacional por mais de 30 anos.  Gibson construiu rapidamente uma reputação mais ampla, com seus desenhos sendo publicados em todas as principais revistas de Nova York, incluindo Harper's Weekly, Scribners e Collier's . Seus livros ilustrados incluem as edições de 1898 de O Prisioneiro de Zenda, de Anthony Hope, e sua sequência Rupert of Hentzau, bem como Gallegher and Other Stories, de Richard Harding Davis.
É uma lenda urbana frequentemente repetida que a esposa de Gibson e suas elegantes irmãs Langhorne inspiraram suas famosas Gibson Girls, que se tornaram imagens icônicas na sociedade do início do século XX. Na verdade, a primeira Gibson Girl apareceu em 1890, mais de dois anos antes de Gibson conhecer a família Langhorne, e nos anos posteriores tornou-se moda muitos amigos e familiares de Gibson modelar para suas ilustrações. Seu pai dinâmico e engenhoso, Chiswell Langhorne, teve sua riqueza severamente reduzida pela Guerra de Secessão mas no final do século 19, havia reconstruído sua fortuna em leilões de tabaco e na indústria ferroviária.
Após a morte de John Ames Mitchell em 1918, Gibson tornou-se editor da Life e mais tarde assumiu o cargo de proprietário da revista. À medida que a popularidade da Gibson Girl diminuía após a Primeira Guerra Mundial, Gibson começou a trabalhar com pintura a óleo como hobby. Em 1918, foi eleito para a Academia Nacional de Desenho como membro associado, e tornou-se acadêmico pleno em 1932.
Ele se aposentou em 1936, mesmo ano em que a editora Scribner's publicou sua biografia, Portrait of an Era as Drawn by CD Gibson: A Biography de Fairfax Downey. Na ocasião de sua morte em 1944, era considerado "o mais celebrado artista de bico de pena de sua época, bem como um pintor elogiado pelos críticos de seus trabalhos posteriores".

## Vida pessoal

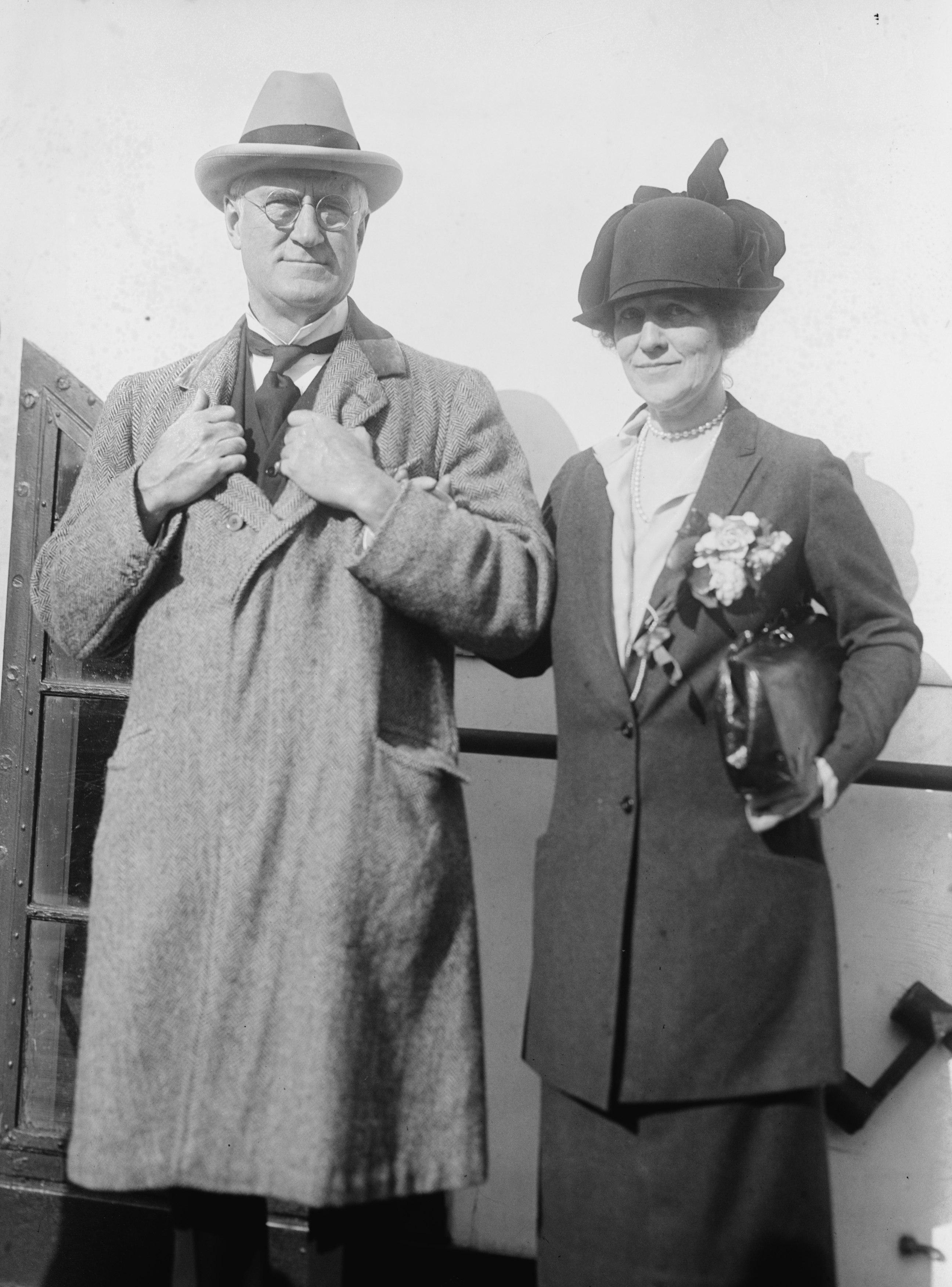
Gibson e sua esposa, Irene Langhorne, c. 1925

Em 7 de novembro de 1895, Gibson casou-se com Irene Langhorne (1873–1956), filha do industrial ferroviário Chiswell Langhorne. Irene nasceu em Danville, Virgínia, e foi uma de cinco irmãs, todas conhecidas por sua beleza, incluindo Nancy Astor, Viscondessa Astor, a primeira mulher a servir como Membro do Parlamento (MP) na Câmara dos Comuns da o Reino Unido . Juntos, Irene e Charles foram pais de dois filhos: 
- Irene Langhorne Gibson (1897–1973),[15] que se casou com George Browne Post III (1890–1952), neto do arquiteto George B. Post, em 1916.[16] Eles se divorciaram e ela se casou com o incorporador imobiliário John Josiah Emery (1898–1976) em 1926.
- Langhorne Gibson (1899–1982),[17] que se casou com Marion Taylor (1902–1960) em 1922.[18] Mais tarde, ele se casou com Parthenia Burke Ross (1911–1998) em 1936.[19]

Durante parte de sua carreira, Gibson morou em New Rochelle, Nova York, uma colônia de arte popular entre atores, escritores e artistas da época. A comunidade era mais conhecida pelo número sem precedentes de proeminentes ilustradores americanos. Gibson também possuía uma ilha ao largo de Islesboro, Maine, que veio a ser conhecida como 700 Acre Island; ele e sua esposa passaram uma quantidade crescente de tempo aqui ao longo dos anos.
Gibson morreu de doença cardíaca em 1944, aos 77 anos, em sua casa na 127 East 73rd Street, na cidade de Nova York. Depois de um funeral privado na casa de Gibson em Nova York, foi enterrado no Mount Auburn Cemetery em Cambridge, Massachusetts . Sua viúva morreu em sua casa em Greenwood, Virgínia, em abril de 1956, aos 83 anos.

## Legado
O merchandising quase irrestrito viu suas ilustrações características aparecerem de várias formas. O coquetel Gibson foi batizado em sua homenagem, já que dizem que ele preferia pedir martinis de gim com guarnição de cebola em conserva no lugar das tradicionais raspas de limão ou azeitona.

## Obras

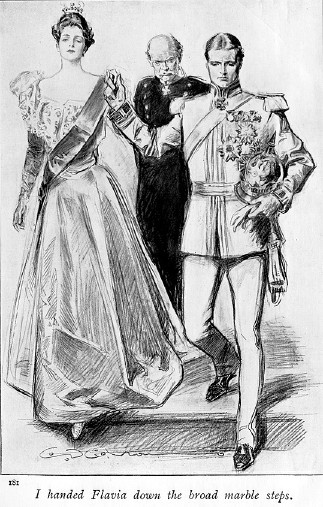
Frontispício de The Prisoner of Zenda, 1898
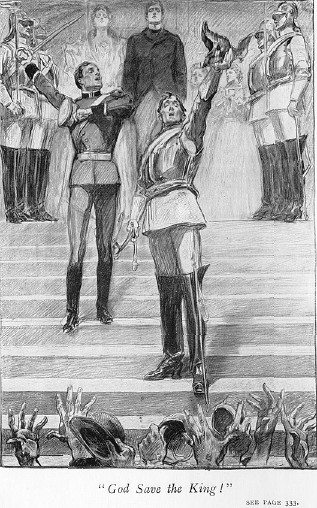
Illustração de Rupert of Hentzau, 1898
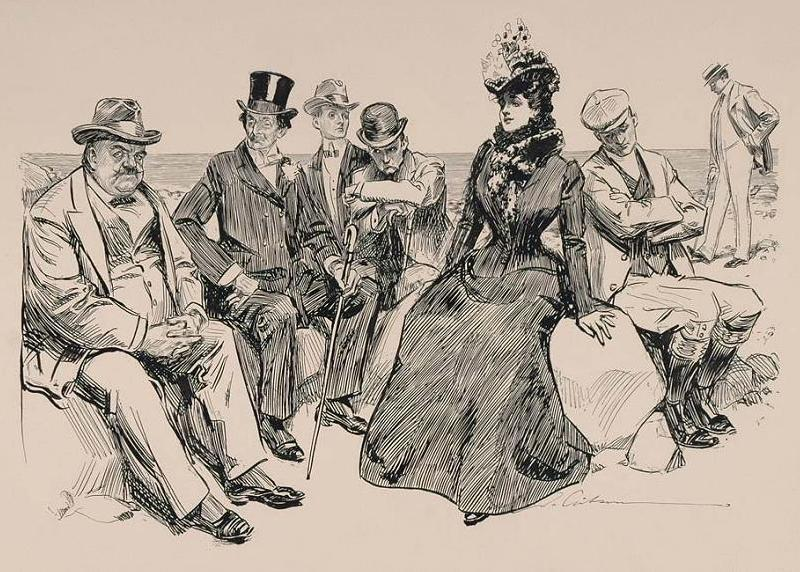
At the Beach, 1901
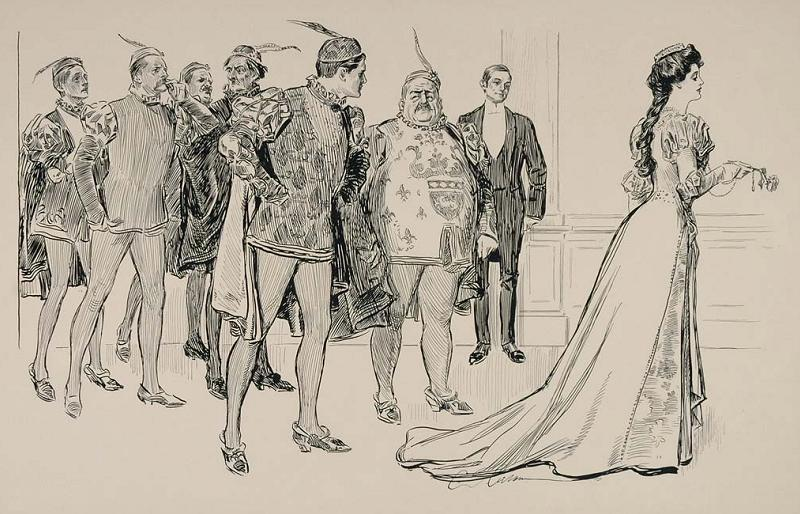
Fancy Dress, 1901
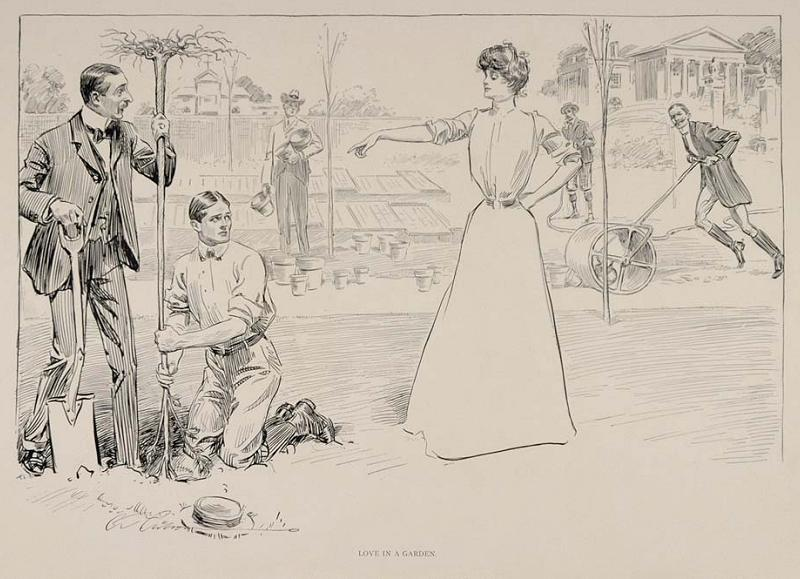
Love in a Garden, 1901
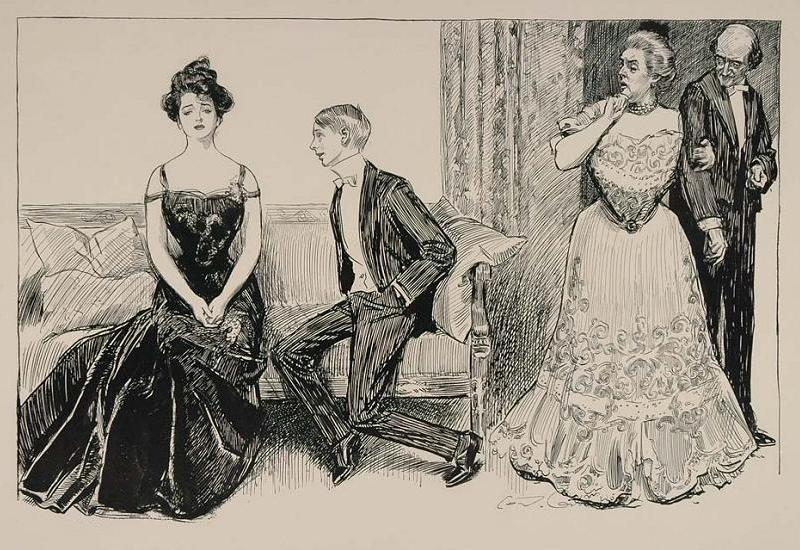
The Crush, 1901
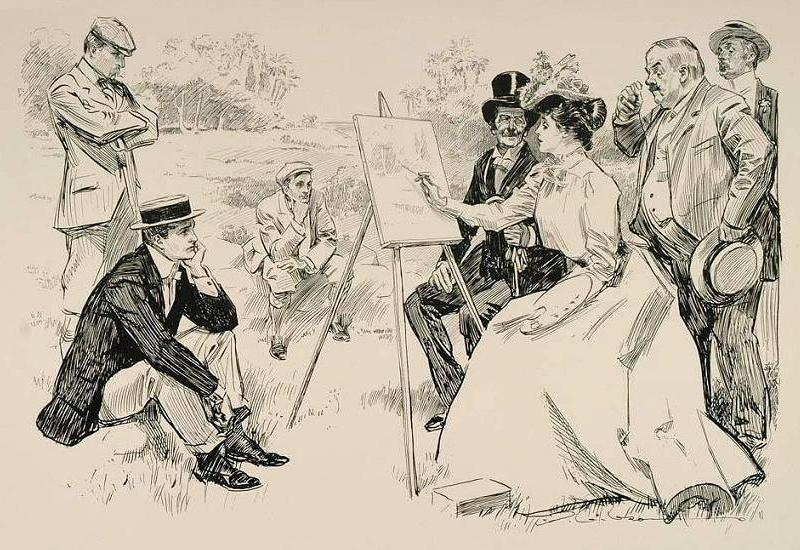
Art Lesson, 1901
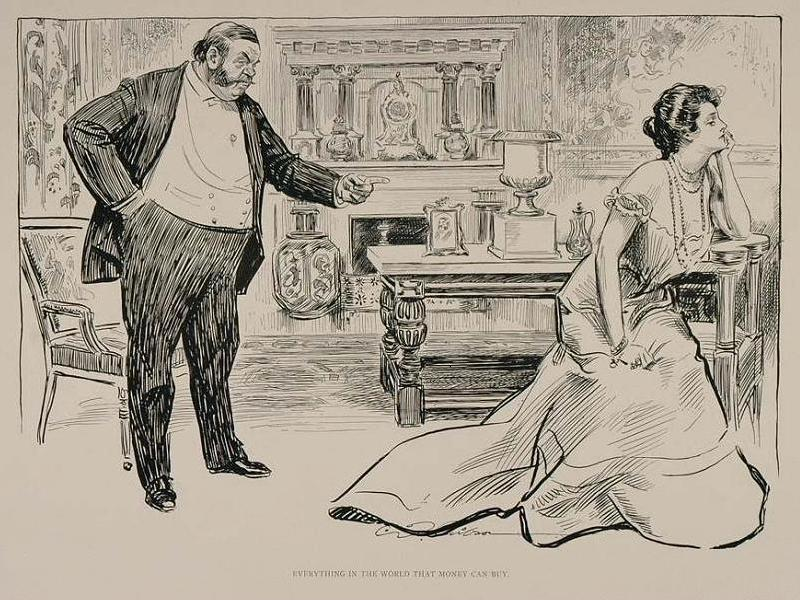
Everything in the World That Money Can Buy, 1901
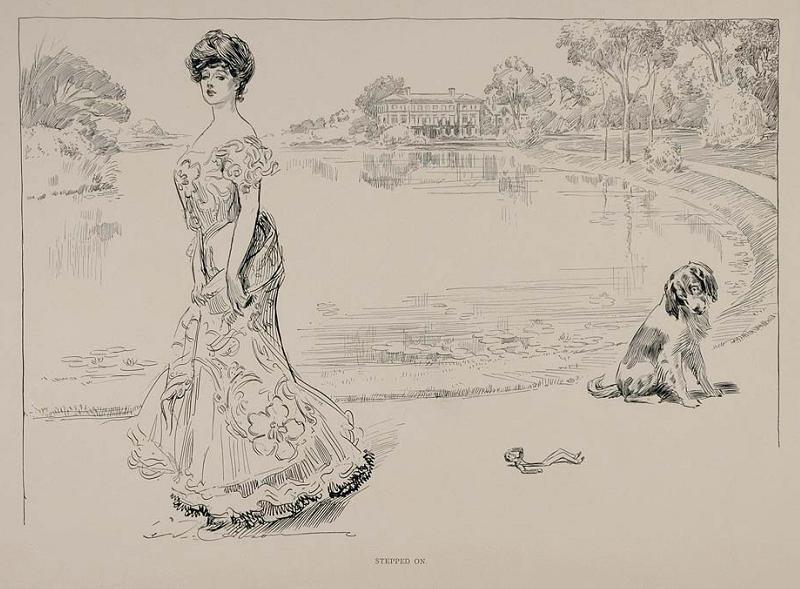
Stepped On, 1901
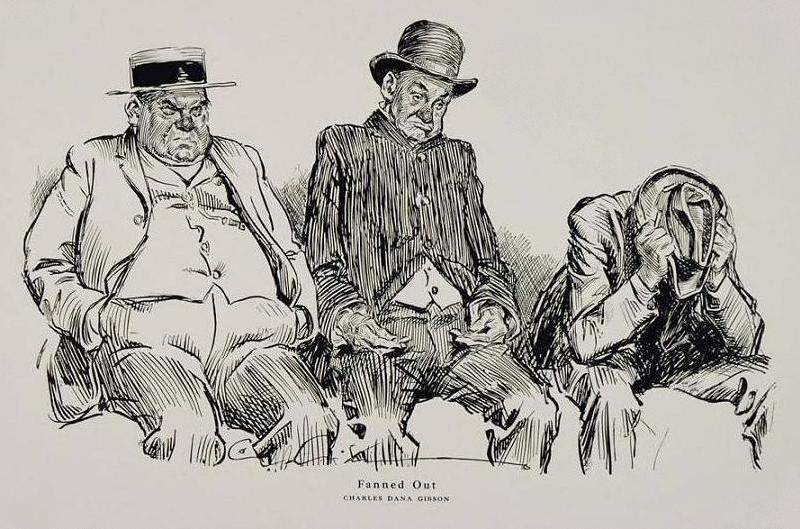
Fanned Out, 1914
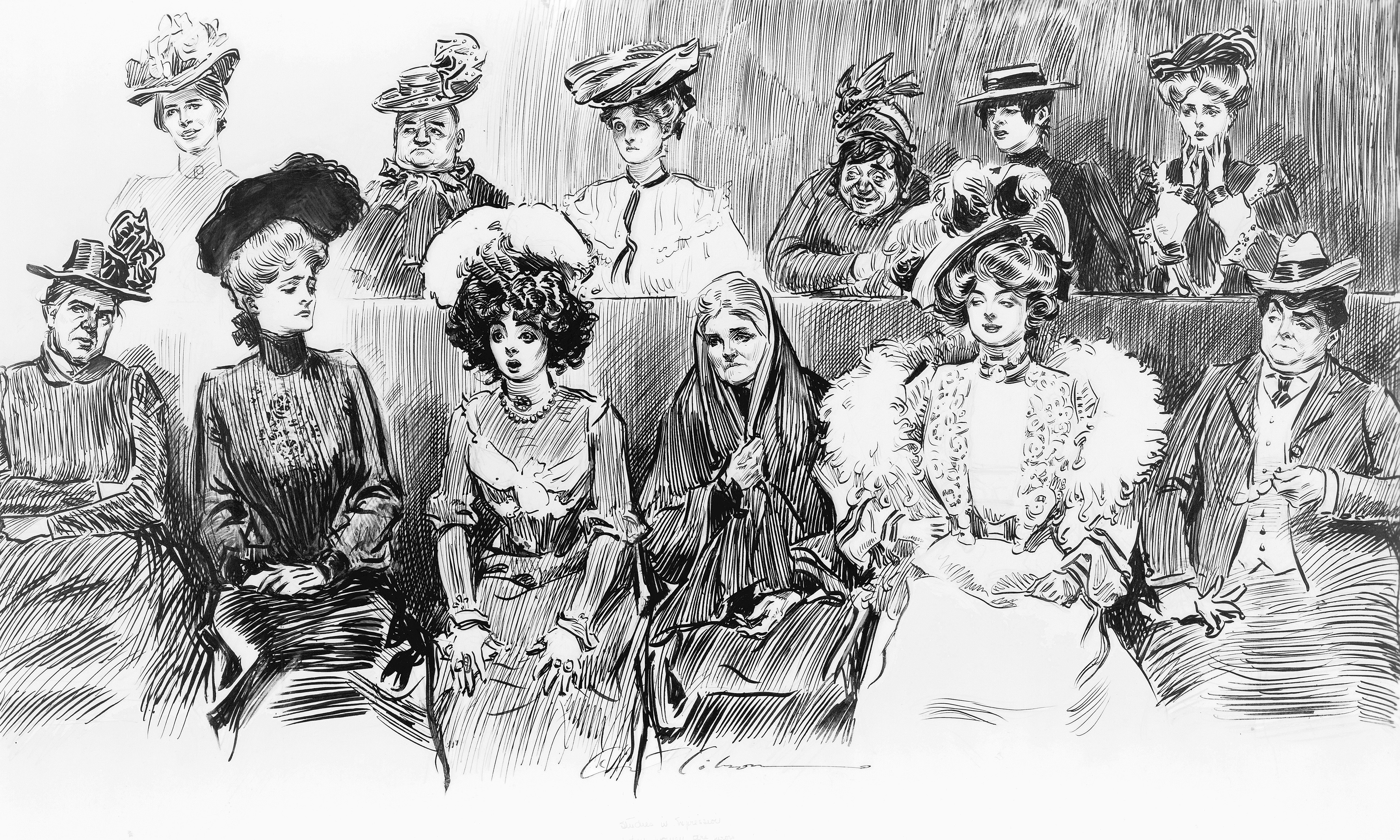
Studies in Expression: When Women Are Jurors, 1902
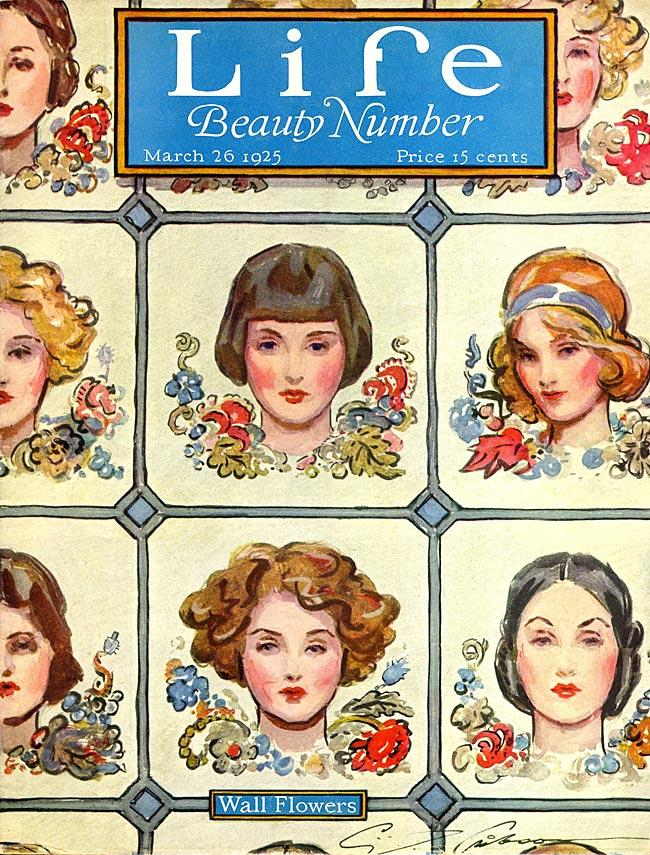
Capa da Life de 26 de março de 1925, por Gibson

## Citações
1. 1 2 3  «CHARLES D. GIBSON DEAD AT AGE OF 77; Famed Illustrator, Creator of 'Gibson Girl,' Succumbs to Heart Ailment in Home LAUNCHED VOGUE OF '90'S Noted for His Lighter Works, He Also Gained Recognition for His Paintings in Oils» (PDF). The New York Times. 24 de dezembro de 1944. Consultado em 12 de dezembro de 2019
2. ↑  Rossiter Johnson, John Howard Brown (1904). The twentieth century biographical dictionary of notable Americans. [S.l.]: The Biographical Society
3. 1 2  Stockwell, Mary Le Baron Esty (1904). Descendants of Francis Le Baron of Plymouth, Mass. [S.l.]: T.R. Marvin & Son, printers. OCLC 359772
4. ↑  Laura Barbeau (dezembro de 1979). «LONGFIELD (Gibson House) HABS No.RI-129» (PDF). Historic American Buildings Survey. National Park Service. Consultado em 29 de junho de 2010 [ligação inativa]
5. ↑  Davis, Richard Harding (1905) [1891]. «Frontispiece». Gallegher and Other Stories. New York: Charles Scribner's Sons. OCLC 168633
6. ↑  Downey, Fairfax (1936). Portrait of an Era As Drawn by C.D. Gibson (em inglês). New York: Charles Scribner's Sons. pp. 100, 210–211
7. ↑  "Charles Dana Gibson and his wife at their Islesboro, Maine, home", mainememory.net; accessed September 2, 2017.
8. ↑  "Mrs. Gibson, the original Gibson girl", Maine Memory Network; accessed September 2, 2017.
9. ↑  «All National Academicians (1825 – Present)». National Academy of Design (em inglês). Consultado em 26 de fevereiro de 2020
10. ↑  "National Academicians – Past Academicians Arquivado em 2014-01-16 no Wayback Machine". National Academy. nationalacademy.org; retrieved March 19, 2017.
11. ↑  «Charles Dana Gibson» (PDF). The New York Times. 25 de dezembro de 1944. Consultado em 12 de dezembro de 2019
12. 1 2  Times, Special to The New York (21 de abril de 1956). «Mrs. Charles Dana Gibson Dies; Original Model for Gibson Girl; Widow of Artist Was One of Five Langhorne Sisters --Symbol of Nineties American Ideal of Beauty Founded Alliance Branch» (PDF). The New York Times. Consultado em 12 de dezembro de 2019
13. ↑  «ASTORS TO VISIT MAINE.; Will Spend August With the Charles Dana Gibson Family.» (PDF). The New York Times. 11 de junho de 1926. Consultado em 12 de dezembro de 2019
14. ↑  Langhorne House, 117 Broad Street, Danville, Va., virginia.org Arquivado em 2008-06-02 no Wayback Machine
15. ↑  «Mrs. John J. Emery» (PDF). The New York Times. 2 de agosto de 1973. Consultado em 10 de abril de 2019
16. ↑  «MRS. G.B. POST JR. ASKS PARIS DIVORCE; Former Irene Langhorne Gibson Accuses Her Husband of Desertion.» (PDF). The New York Times. 16 de fevereiro de 1926. Consultado em 12 de dezembro de 2019
17. ↑  «Langhorne Gibson, 82 Writer and Artist's Son». The New York Times. 12 de julho de 1982. Consultado em 10 de abril de 2019
18. ↑  «MISS TAYLOR TO WED LANGHORNE GIBSON; Daughter of Mr. and Mrs. Moses Taylor Engaged to Son of Mr. and Mrs. Charles Dana Gibson.» (PDF). The New York Times. 1 de julho de 1922. Consultado em 12 de dezembro de 2019
19. ↑  «PARTHENIA B. ROSS HAS HOME BRIDAL Mrs. PauI.Downing's Daughter Wed to Langhorne Gibson, Nephew of Lady Astor. WILL VISIT WEST INDIES Bridegroom, Author of Books on Naval History, Is Executive of Life and Son of Noted Artist.» (PDF). The New York Times. 10 de janeiro de 1936. Consultado em 12 de dezembro de 2019
20. ↑  Progressive Architecture – Volume 3, 1922, google.com; accessed September 2, 2017.
21. ↑  Charles Dana Gibson at his Islesboro home, vintagemaineimages.com Arquivado em 2009-03-06 no Wayback Machine
22. ↑  «RITES FOR C. D. GIBSON; Relatives and Friends Attend Service at Artist's Home» (PDF). The New York Times. 27 de dezembro de 1944. Consultado em 12 de dezembro de 2019